# Albert Saritov
Albert Saritov (en ruso: Альберт Саритов; Jasaviurt, 8 de julio de 1985) es un deportista ruso de origen daguestano que compite en lucha libre (desde 2016 bajo la bandera de Rumanía).
Participó en dos Juegos Olímpicos de Verano, obteniendo una medalla de bronce en Río de Janeiro 2016, en la categoría de 97 kg, y el decimocuarto lugar en Tokio 2020, en la misma categoría.
Ganó una medalla de bronce en el Campeonato Mundial de Lucha de 2011 y una medalla de plata en el Campeonato Europeo de Lucha de 2020.

## Palmarés internacional
| Representando a Rusia   |                         |                   |           |
| Campeonato Mundial      |                         |                   |           |
| Año                     | Lugar                   | Medalla           | Categoría |
| 2011                    | Estambul (Turquía)      | Medalla de bronce | 84 kg     |
| Representando a Rumania |                         |                   |           |
| Juegos Olímpicos        |                         |                   |           |
| Año                     | Lugar                   | Medalla           | Categoría |
| 2016                    | Río de Janeiro (Brasil) | Medalla de bronce | 97 kg     |
| Campeonato Europeo      |                         |                   |           |
| Año                     | Lugar                   | Medalla           | Categoría |
| 2020                    | Roma (Italia)           | Medalla de plata  | 97 kg     |